# ファットスプレッド
ファットスプレッド（fat spread）は、油脂を主成分とするスプレッド（食用の塗り物）の一種である。

## 概要
日本農林規格（JAS）では、マーガリン類に属するもののうち、食用油脂の割合が80%未満のものをファットスプレッドと呼び、80%を超えるものをマーガリンと呼ぶ。日本で家庭用のマーガリンとして販売されているものの多くはファットスプレッドである。
マーガリンよりも水分が多く、マーガリンに比べて柔らかいため塗りやすいが、火を使う調理には不向きである。マーガリンとの違いとして、果実、果実加工品、チョコレートなどの風味原料の使用が許可されている。
「ファットスプレッド」と言う名称が商品名に入っていない場合、商品名に隣接した場所に表示しなければならない。